# بروتوكول طابعة الإنترنت
بروتوكول طابعة الإنترنت (بالإنجليزية: Internet Printing Protocol)‏ و يختصر IPP أي بي بي هو ميثاق للاتصال بالطابعات في شبكة ما عن طريق دمج خادم داخل الطابعة مع بطاقة إيثرنت أو يمكن إعداد حاسوب معين ليصبح خادم IPP و يفر الطابعات الموصولة به إلى كل الأجهزة الموجودة في الشبكة، يمكن الوصول لخدمات الطابعة من عدة أنظمة ومن عدة حواسيب في الشبكة المحلية أو حتى من شبكة بعيدة لأن البروتوكول مبني على رأس بروتوكولات اتصال حزمة بروتوكولات الإنترنت و يمكن الوصول إلى إعدادات أي طابعة من متصفح الويب أو بواسطة تحديد URL الإنترنت.
IPP هو بروتوكول يعمل على طريقة الطلب والاستجابة من الخادم وهو الطابعة في هذه الحالة . يرسل العميل رسالة طلب إلى الطابعة وتقوم الطابعة بالاستجابة . يحتوي رأس IPP حقل يشير إلى العملية المطلوبة. قد تكون مهام طباعة، إلغاء مهام الطباعة، أوالحصول على سمات مهمة، الحصول على سمات الطابعة، وقف وإعادة تشغيل الطابعة، وضع على وظيفة في الانتظار.

## تاريخ
بروتوكول الطباعة عبر الإنترنت IPP في الأصل ابتكرته شركة نوفيل، حيث قدمت الفكرة للعديد من الشركات المصنعة للعتاد. انضمت شركة زيروكس وهي شركة عالمية متخصصة في مجال إدارة المستندات في المشروع سنة 1996، بعد انضمام عدة شركات، عملت زيروكس ونوفيل لتقديم المعلومات الأولية للمشروع. بدأ المشروع مع التحالف مع فريق عامل الطابعة، PWG، وهي منظمة تضم ممثلين من الشركات المصنعة تعمل على تطوير معايير قياسية للطابعات لكي تشتغل على كل الأنظمة.

## معايير البروتوكول
- RFC 2910 Internet Printing Protocol/1.1: Encoding and Transport، IETF، سبتمبر 2000، مؤرشف من الأصل في 2019-03-28.
- RFC 2911 Internet Printing Protocol/1.1: Model and Semantics، IETF، سبتمبر 2000، مؤرشف من الأصل في 2019-03-27.
- RFC 2567 Design Goals for an Internet Printing Protocol، IETF، أبريل 1999، مؤرشف من الأصل في 2019-05-31.
- RFC 2568 Rationale for the Structure and Model and Protocol for the Internet Printing Protocol، IETF، أبريل 1999، مؤرشف من الأصل في 2019-03-28.
- RFC 2569 Mapping between LPD and IPP Protocols، IETF، أبريل 1999، مؤرشف من الأصل في 2019-10-31.